# 2838 Takase
2838 Takase eller 1971 UM1 är en asteroid i huvudbältet, som upptäcktes 26 oktober 1971 av den tjeckiske astronomen Luboš Kohoutek vid Bergedorf-observatoriet. Den har fått sitt namn efter astronomen Bunshiro Takase.
Asteroiden har en diameter på ungefär 3 kilometer.